# Klysma
Klysma, klyx (grekiska: κλύσμα, av κλύζω, "tvätta", "rensa ut"), kallas den medicinska utrustning där en vätska förs in via en pip i ändtarmen med eller utan läkemedel så att den kan nå nedersta delen av tjocktarmen. Behandlingen kan antingen vara för att föra in en aktiv substans i kroppen eller för att rensa tarmen. Vid IBD-sjukdom kan det vara en fördel att applicera mesalazin lokalt i tjocktarmen med hjälp av ett klysma. 
Klyx är även varumärket för det vanligaste receptfria läkemedlet för att rensa tarmen.